# Discographie de Seo Taiji and Boys
Ceci est la discographie du boys band sud-coréen Seo Taiji and Boys. Le groupe a débuté en 1992 avec Seo Taiji and Boys et s'est séparé après la sortie de Goodbye Best Album en 1996.

## Albums

### Albums studios
| Titre                  | Détails de l'album                                                                   | Ventes                    |
| ---------------------- | ------------------------------------------------------------------------------------ | ------------------------- |
| Seo Taiji and Boys     | - Date de sortie : 23 mars 1992 - Label : Bando Records - Formats : LP               | - COR : plus de 1 800 000 |
| Seo Taiji and Boys II  | - Date de sortie : 21 juin 1993 - Label : Bando Records - Formats : LP, Cassette, CD | - COR : plus de 2 200 000 |
| Seo Taiji and Boys III | - Date de sortie : 13 août 1994 - Label : Bando Records - Formats : Cassette, CD     | - COR : plus de 1 600 000 |
| Seo Taiji and Boys IV  | - Date de sortie : 5 octobre 1995 - Label : Bando Records - Formats : Cassette, CD   | - COR : plus de 2 400 000 |

### EP
| Titre       | Détails de l'album                                                              | Ventes |
| ----------- | ------------------------------------------------------------------------------- | ------ |
| Sidae Yugam | - Date de sortie : 7 juin 1996 - Label : Bando Records - Formats : Cassette, CD | NC     |

### Remixes
| Titre                                              | Détails de l'album                                                                   | Ventes |
| -------------------------------------------------- | ------------------------------------------------------------------------------------ | ------ |
| Techno Mix and Live (remixe de Seo Taiji and Boys) | - Date de sortie : 20 novembre 1992 - Label : Bando Records - Formats : LP, Cassette | NC     |

### Compilations
| Titre              | Détails de l'album                                                 | Ventes |
| ------------------ | ------------------------------------------------------------------ | ------ |
| Goodbye Best Album | - Date de sortie : 1996 - Label : Bando Records - Formats : LP, CD | NC     |

### Singles
| Titre                                 | Année | Album                  |
| ------------------------------------- | ----- | ---------------------- |
| "난 알아요 (I Know)"                  | 1992  | Seo Taiji and Boys     |
| "환상속의 그대 (You, In the Fantasy)" | 1992  | Seo Taiji and Boys     |
| "하여가 (Anyhow Song)"                | 1993  | Seo Taiji and Boys II  |
| "너에게 (To You)"                     | 1993  | Seo Taiji and Boys II  |
| "발해를 꿈꾸며 (Dreaming of Balhae)"  | 1994  | Seo Taiji and Boys III |
| "영원 (Eternity)"                     | 1994  | Seo Taiji and Boys III |
| "Come Back Home"                      | 1995  | Seo Taiji and Boys IV  |
| "필승 (Must Triumph)"                 | 1995  | Seo Taiji and Boys IV  |
| "슬픈아픔 (Sad Pain)"                 | 1995  | Seo Taiji and Boys IV  |
| "프리스타일 (Free Style)"             | 1995  | Seo Taiji and Boys IV  |
| "굿바이 (Good Bye)"                   | 1995  | Seo Taiji and Boys IV  |
| "시대유감 (Regret of the Times)"      | 1996  | Sidae Yugam            |

## Clips vidéos
| Année | Clip vidéo                          | Durée | Lien |
| ----- | ----------------------------------- | ----- | ---- |
| 1992  | 난 알아요 (I Know)                  | 3:24  | [1]  |
| 1992  | 환상속의 그대 (You, In the Fantasy) | 3:44  | [2]  |
| 1993  | 하여가 (Anyhow Song)                | 4:55  | [3]  |
| 1993  | 너에게 (To You)                     | 4:33  | [4]  |
| 1994  | 발해를 꿈꾸며 (Dreaming of Bal-Hae) | 4:41  | [5]  |
| 1994  | 영원 (Eternity)                     | 2:16  | [6]  |
| 1995  | 컴백홈 (COME BACK HOME)             | 3:58  | [7]  |
| 1995  | 필승 (Must Triumph)                 | 4:23  | [8]  |
| 1995  | 슬픈아픔 (Sad Pain)                 | 5:42  | [9]  |
| 1995  | 프리스타일 (FREE STYLE)             | 3:52  | [10] |
| 1995  | 굿바이 (GOOD BYE)                   | 5:24  | [11] |